# Военный трибун с консульской властью
Вое́нный трибу́н с ко́нсульской вла́стью или консуля́рный трибун (лат. Tribunus militum consulari potestate) — одна из высших древнеримских магистратур ранней Республики в 444—367 гг. до н.э. Военные трибуны с консульской властью, числом от трех человек и выше, избирались вместо консулов и исполняли консульские полномочия в течение года. Всего за 77 лет была избрана 51 коллегия консулярных трибунов.
В древнеримской историографии принято, что выборы консулов и военных трибунов с консульской властью взаимно исключали друг друга. Уже тогда историки отмечали наличие противоречащих данной концепции фактов. Это породило в работах общего характера XIX—XX веков взгляд на данную магистратуру как экстраординарную. В поддержку этому утверждению Авл Геллий прямо включает консулярных трибунов в чрезвычайные магистратуры. Однако, большинство исследователей, непосредственно занимающихся данной магистратурой, как объектом исследования, рассматривает ее как ординарную, заменяющую собой консулат.
Античные авторы употребляют в качестве наименования магистратуры обороты, недвусмысленно подразумевающие наличие у консулярного трибуна консульских полномочий как потестарных (действия от имени римского народа и государства), так и консульского империя (действующего в отношении собственно граждан и государства). В ряде мест у античных авторов прямо говорится, что военные трибуны заменяют собой консулов или являют собой их подобие.
Консулярные трибуны были магистратами с империем, а объём их полномочий ничем не уступал консульским. Консульский трибунат был введён специальным законом (лат. lex de tribunis militum consulari potestate creandis) 445 года до н. э., а первые трибуны были избраны в следующем, 444 году до н. э.. Должность просуществовала до 367 года до н. э., когда была упразднена по законам Лициния — Секстия. На протяжении этого периода известна 51 коллегия военных трибунов с консульской властью.
Возникновение магистратуры было вызвано многими причинами — военной необходимостью, соперничеством патрицианских родов, борьбой патрициев и плебеев.
Консулярные трибуны избирались на центуриантных комициях, после чего избрание подтверждалось соответствующим законом (лат. lex curiata de imperio, куриатный закон об империи), принимаемым куриатными комициями.
Коллегия избиралась на годичный срок.
Характерной отличительной чертой консулярного трибуната была численная гибкость — существовало от трех до девяти мест трибунов. С течением времени количество трибунов увеличивалось. Также особенностью (для Ранней республики) было то, что должность свободно могли занимать плебеи, и их наличие было не таким уж редким. Хотя норма о сословном паритете отсутствовала, плебеи за все время существования магистратуры представляли от 13 до 27 % её носителей. Первоначально на должность могли претендовать действующие военные трибуны, а позднее и другие лидеры, которые могли быть названы бывшими военными трибунами.
Большая часть деятельности консулярных трибунов была связана с ведением войны, её подготовкой или предотвращением. Лишь тринадцать лет из известных пятидесяти одного года можно назвать относительно мирными. Главными задачами консулярных трибунов были отражение внешней агрессии и смягчение сословных внутригражданских конфликтов.
Применение коллегиальной экстраординарной магистратуры имело и свои плюсы, и свои минусы. К минусам стоит отнести коллегиальное управление войсками, что часто вызывало негативные эффекты. В дальнейшем это привело к отмиранию чрезвычайных коллегиальных магистратур для ведения войн, вызвав укрепление магистратуры диктатора. В то же время коллегиальность в гражданской сфере была закреплена в претуре, а положительные итоги участия плебеев в консульском трибунате привели к допуску плебеев к консульской магистратуре и закреплению там сословного паритета.